# Dizajner podataka
Dizajner podataka je osoba zaslužna za dizajniranje, strukturiranje, organizaciju i održavanje podataka pojedine tvrtke (organizacije) ili projekta.

## Uvod
Dizajner se podataka razvio iz “spoja” analitičara podataka i dizajnera baza podataka te preuzeo njihove uloge, a sve je nastalo iz potrebe da se podatci iz raznih nepovezanih izvora uspješno integriraju na internetskim stranicama. 
Dakle, dizajner podataka je osoba čiji je zadatak osigurati da ciljevi neke tvrtke ili organizacije budu „optimizirani“ upotrebom metapodataka. Ovaj posao vrlo često uključuje stvaranje i održavanje registra metapodataka.   
Samo dizajniranje podataka uključuje poslovanje metapodatcima, poslovnu semantiku, oblikovanje metapodataka te razvitak poslovanja metapodatcima.

## Metapodatci
Metapodatci su „podatci o podatcima“. 
Ovaj tip podataka daje informaciju o tome kakav je podatak pronađen prilikom pretraživanja, a uobičajeno je da je opisan sadržaj tog podatka ili skup podataka unutar kojeg se nalazi. Njegova je svrha prvenstveno bolje razumijevanje značajki koje se odnose na podatak, ali i davanje uputa o načinu uporabe. Njihov oblik i sadržaj ovise o tome što smo pretraživali i za što nam je taj podataka potreban.

## Dizajner i dizajniranje
Osnovni je zadatak dizajnera podataka organizirati strukturu koja će omogućiti pohranu podataka važnih za određenu tvrtku (organizaciju). Imajući na umu kako je naglašena uporaba isključivo važnih podataka, dizajner podataka mora moći odrediti koliko je česta uporaba podataka koje organizira te za ostvarivanje kojih ciljeva su oni potrebni ne bi li na taj način omogućio učinkovito (brzo i točno) postizanje rezultata.
Za dizajniranje je podataka vrlo važno da rezultati (postignuti radom dizajnera) budu potpuni, dosljedni te razumljivi. 
Dizajnerov je rad usko povezan s korisnicima i dizajnerima raznih sustava. 
Zadaci koje dizajner podataka mora moći izvršiti podrazumijevaju jasnu viziju prilikom rada o tome kako bi logični dizajn trebalo prevoditi u fizičku bazu podataka ne bi li se time osigurao neometan protok podataka. 
Dodatni zadatak s kojim se suočava je i stvaranje sučelja koje će biti lako koristiti, te infrastrukture koja će podržavati većinu uobičajenih operacija što se vrše nad podatcima.

### Organizacija podataka
Prilikom same organizacije podataka, naglasak se stavlja na organizaciju isključivo točnih podataka (unaprijed provjerenih) te njihovu preciznost i laku dostupnost što znači da je uloga dizajnera podataka također pregledavanje svih prikupljenih podataka i odvajanje tek onih koje smatra korisnima.

### Registar podataka
Osim baza podataka, dizajner također stvara tzv. registar (meta)podataka. Registar podataka je svojevrsni “katalog” u kojem je moguće pronaći podatke o dostupnosti pojedinih podataka (datoteka). Podatci mogu biti organizirani u mnogo većem broju nego što inače baze podataka dopuštaju jer se ne pohranjuju cijeli podatci, već reference koje se na njih odnose.

## SQL
S obzirom na područje rada, dizajner podataka mora biti upoznat s računalnim jezikom poznatim kao SQL (Structured Query Language). 
SQL je standardni interaktivni programerski jezik za pretraživanje i oblikovanje podataka te upotrebu baza podataka.

## Dodatna znanja dizajnera podataka
Dizajner podataka mora imati nekoliko odlika, t.j. sposobnosti ne bi li uspješno obavljao svoj posao.
Neke od potrebnih (poželjnih) odlika su:
- poznavanje strategije, analize i koncepta podataka, te načina na koji se podatci mogu oblikovati
- poznavanje aplikacija baza podataka
- poznavanje alata za održavanje
- razvitak analize podataka
- poznavanje rada s dijagramima
- vrlo dobro razvijene komunikacijske sposobnosti (pismeno i usmeno izražavanje)
- mogućnost čitanja i razumijevanja koda
- poznavanje internetskih tehnologija i protokola
- razvitak arhitekture unutar koje će podatci biti tako organizirani da omogućuju korisnicima što veću učinkovitost te produktivnost
- stvaranje arhitekture kao temelja za moguću nadogradnju, novu organizaciju podataka te poslovanje istima
- prikupljanje podataka i njihova organizacija na način prikladan daljnjoj upotrebi te svrsi
- mogućnost odvajanja općih karakteristika od specifičnih
- razvitak strategije za organiziranje arhive te njenu pohranu, ali i ponovno pronalaženje iste (u slučaju da dođe do gubitka pojedinih podataka ili čak cijele arhive)
- poznavanje načina nadogradnje baza podataka kao i brisanja starih podataka